# Phosphorescent (альбом)
«Phosphorescent» — четвертий студійний альбом англійської співачки та авторки пісень Габріель Аплін. Альбом було випущено 6 січня 2023 року під лейблом Аплін Never Fade Records та дистриб'юторською групою AWAL. 7 липня 2023 року додатково був випущений мініальбом під назвою «Phosphorescent Extended», який містив 6 пісень. Аплін пов’язала процес створення альбому з пандемією, однак уникала прямого зв’язку з терміном "карантин". За її словами, альбом є спробою протистояти наслідкам переважно цифрового спілкування останніх років.

## Оцінка критиків
Лорен Мерфі з The Irish Times оцінила альбом у 3 бали з 5 і охарактеризувала його як альбом з двома різними сторонами, які можуть сприйматися як суперечлива або як приємна різноманітність. Крім того, вона зазначає наявність як типових ліричних тем, так і кількох пісень, що демонструють потенціал Аплін як авторки пісень. Джош Абрахам з Clash зазначив, що альбом має спокійну атмосферу, яка сприяє розслабленню. Він також відзначив композиції «Skylight», «I Wish I Didn't Press Send» та «Take It Easy» як такі, що вирізняються щирою лірикою та якісним звуковим оформленням.

## Список композицій
| Phosphorescent | Phosphorescent             | Phosphorescent                                     | Phosphorescent |
| #              | Назва                      | Автор                                              | Тривалість     |
| -------------- | -------------------------- | -------------------------------------------------- | -------------- |
| 1.             | «Skylight»                 | Габріель Аплін Анна Стрейкер Джозі Мен Ліз Хорсман | 4:00           |
| 2.             | «Never Be the Same»        | Аплін Андреа Роша Стрейкер Хорсман                 | 3:25           |
| 3.             | «Good Enough»              | Аплін Нік Вілсон                                   | 3:08           |
| 4.             | «Anyway»                   | Аплін Хорсман                                      | 3:31           |
| 5.             | «Wish I Didn't Press Send» | Аплін Нік Аткінсон                                 | 3:40           |
| 6.             | «Take It Easy»             | Аплін Люк Поташник                                 | 3:11           |
| 7.             | «Don't Know What I Want»   | Аплін                                              | 2:25           |
| 8.             | «Call Me»                  | Аплін                                              | 3:28           |
| 9.             | «Half in Half Out»         | Аплін Поташник                                     | 4:04           |
| 10.            | «Mariana Trench»           | Аплін                                              | 3:16           |
| 11.            | «Don't Say»                | Аплін Хорсман                                      | 3:24           |
| 37:32          |                            |                                                    |                |

| Phosphorescent Extended | Phosphorescent Extended                           | Phosphorescent Extended                    | Phosphorescent Extended |
| #                       | Назва                                             | Автор                                      | Тривалість              |
| ----------------------- | ------------------------------------------------- | ------------------------------------------ | ----------------------- |
| 1.                      | «Make It Better»                                  | Аплін Джесс Шермен                         | 3:28                    |
| 2.                      | «Just Because I'm Okay»                           | Аплін Ханна Вілсон Мітч Джонс              | 3:17                    |
| 3.                      | «Anyway» (спільно з Гевіном Джеймсом)             | Аплін Хорсман                              | 3:27                    |
| 4.                      | «Skylight» (спільно з Zeeba)                      | Аплін Стрейкер Мен Хорсман Маркос Зебаллос | 4:00                    |
| 5.                      | «Call Me» (Piano Version)                         | Аплін                                      | 3:43                    |
| 6.                      | «Skylight - Late Night Remix» (спільно з Decades) | Аплін Стрейкер Мен Хорсман                 | 4:07                    |
| 22:02                   |                                                   |                                            |                         |

## Чарти
| Чарт (2023)                     | Найвища позиція |
| ------------------------------- | --------------- |
| Шотландія Scottish Albums (ОСС) | 3               |
| Великобританія UK Albums (ОСС)  | 15              |